# شهرستان ماتاگوردا (تگزاس)
شهرستان ماتاگوردا، تگزاس (به انگلیسی: Matagorda County, Texas) یک سکونتگاه مسکونی در ایالات متحده آمریکا است که در تگزاس واقع شده‌است.

## خصوصیات
شهرستان ماتاگوردا ۴٬۱۷۷٫۶۷ کیلومترمربع مساحت دارد.